# ジャイル・スティール
ジャイル・スティール（英語: Gile Steele, 1908年9月24日 - 1952年1月16日）は、アメリカ合衆国の衣裳デザイナーである。

## キャリア
1938年にメトロ・ゴールドウィン・メイヤー（MGM）でキャリアを始め、初期作品にはノーマ・シアラー主演の『マリー・アントアネットの生涯』などがあった。彼はMGMで『高慢と偏見』（1940年）、『ブーム・タウン』（1940年）、『塵に咲く花』（1941年）、『ジキル博士とハイド氏』（1941年）、『ミニヴァー夫人』（1942年）、『キュリー夫人』（1943年）などの著名な映画に参加した。1948年の『皇帝円舞曲』により、第21回アカデミー賞で新たに設置された衣裳デザイン賞の候補者となった。その後、『女相続人』と『サムソンとデリラ』で受賞を果たした。43歳の時に心臓発作で亡くなった。

## 受賞とノミネート
| 賞           | 年   | 部門                    | 作品名           | 結果              |
| ------------ | ---- | ----------------------- | ---------------- | ----------------- |
| アカデミー賞 | 1948 | 衣裳デザイン賞 (カラー) | 皇帝円舞曲       | ノミネート        |
| アカデミー賞 | 1949 | 衣裳デザイン賞 (白黒)   | 女相続人         | 受賞              |
| アカデミー賞 | 1950 | 衣裳デザイン賞 (カラー) | サムソンとデリラ | 受賞              |
| アカデミー賞 | 1951 | 衣裳デザイン賞 (白黒)   | Kind Lady        | ノミネート (死後) |
| アカデミー賞 | 1951 | 衣裳デザイン賞 (カラー) | 歌劇王カルーソ   | ノミネート (死後) |
| アカデミー賞 | 1952 | 衣裳デザイン賞 (カラー) | メリー・ウィドウ | ノミネート (死後) |